# أي شيميزو
أي شيميزو (باليابانية: 清水愛) هي مصارعة محترفة ومغنية وممثلة يابانية، ولدت في 26 مارس 1981 في اليابان.

## وصلات خارجية
- أي شيميزو على موقع CageMatch worker (الإنجليزية)

- أي شيميزو على موقع IMDb (الإنجليزية)
- أي شيميزو على موقع ألو سيني (الفرنسية)
- أي شيميزو على موقع ميوزك برينز (الإنجليزية)
- أي شيميزو على موقع قاعدة بيانات الفيلم (الإنجليزية)
- أي شيميزو على موقع كينوبويسك (الروسية)
- أي شيميزو على موقع ANN person (الإنجليزية)